# Xystrocera flavovariegata
Xystrocera flavovariegata là một loài bọ cánh cứng trong họ Cerambycidae.